# Gare de Pointe-aux-Trembles (Via Rail)
Cet article concerne la gare de Via Rail. Pour la gare d'Exo, voir Gare Pointe-aux-Trembles (Exo).
La gare de Pointe-aux-Trembles dans l'arrondissement Rivière-des-Prairies–Pointe-aux-Trembles à Montréal était desservie par deux lignes de Via Rail Canada. La gare consiste en un abri sans service. 
La gare est fermée, elle a été remplacée par la gare Anjou.

## Service des voyageurs
Gare fermée.